# Чаршия
Чаршията (на турски: Çarşı; на албански: Çarshia; на сръбски: Чаршија или Čaršija) e централна търговска улица, обособена търговска зона или квартал, характерна за старите балкански градски центрове.
Оформя се като обособена градска част по време на османското владичество. Чаршията е била най-важната характеристика за един добре развит и модерен град в границите на Османската империя. Тя е стопанският център, мястото където е съсредоточена цялата икономическа дейност на града и околността му. В миналото освен икономическото си значение чаршията е имала и социален, културен и религиозен аспект.

## Етимология
Думата чаршия е влязла в българския език от турски. Произлиза от персийското „чар-су“ (چار سو), което буквално се превежда като четири улици, четири посоки или кръстовище, тоест място, където се срещат хора от всички страни на света.

## Характеристика
Чаршията обикновено се отличава със свои специфични архитектурни качества, които я правят много добре разпознаваема в рамките на общия градоустройствен план. Така благодарение на своите особености чаршията отразява същността на балканските градове и спецификата на техния дух. Основни елементи на чаршията са джамията, дюкяните и чешмата. Една традиционна чаршия включва още хамами, вакъфи, градската община и други обществени сгради от голямо значение за града.
Чаршията е специфично обособено пространство, характерно за Балканите, което възниква поради особеностите на османската държавна система и ислямските традиции. Въпреки това обаче често чаршията включва конкретни елементи, които не се срещат на други места, които са били под управлението на Османската империя. Така например на балканската чаршия еднакво автентични са и църквата, синагогата и часовниковата кула.
Според словенско-босненския професор по архитектура Душан Грабриян и неговата теза за развитието и подялбата на градската среда, чаршията заема специално място като съставен елемент от цялото градско пространство. Според грабрияновата антропоморфоложка подялба на балканския град чаршията е сърцето или душата му.
Значението на чаршията в наше време е изменило нейните първоначални функции. На днешната чаршия могат да се видят и модерни сгради и съоръжения, които се използват ежедневно, необходими на съвременното ни общество, като например обществени сгради, културни и туристически центрове, магазини, ресторанти, които изграждат идентичността на съвременния живот в градската среда.